# Said Husejinović
Said Husejinović (Zvornik, Bosnia, 13 de mayo de 1988) es un futbolista bosnioherzegovino. Juega de centrocampista y su equipo actual es el FK Sarajevo.

## Biografía
Said Husejinović, nació en Zvornik, Bosnia (antigua RFS de Yugoslavia). Empezó su carrera profesional en 2006 en un equipo de su país natal, el FK Sloboda Tuzla. Con este equipo alcanzó la final de la Copa de Bosnia en 2008, aunque finalmente no se pudo alzar con el trofeo, ya que la final la ganó el HŠK Zrinjski Mostar.
Ese mismo año, concretamente el 1 de julio, ficha por su actual club, el Werder Bremen alemán, equipo que realizó un desembolso económico de aproximadamente 900000 euros para poder hacerse con sus servicios.

## Selección nacional
Ha sido internacional con la Selección de fútbol de Bosnia y Herzegovina en 3 ocasiones. Su debut con la camiseta nacional se produjo en 2007 en un partido contra Polonia.

## Clubes
| Club                 | País                 | Año             |
| -------------------- | -------------------- | --------------- |
| FK Sloboda Tuzla     | Bosnia y Herzegovina | 2006 - 2008     |
| Werder Bremen        | Alemania             | 2008 - 2009     |
| 1. FC Kaiserslautern | Alemania             | 2009            |
| Werder Bremen        | Alemania             | 2009 - 2012     |
| FK Sarajevo          | Bosnia y Herzegovina | 2012            |
| GNK Dinamo Zagreb    | Croacia              | 2012 - presente |

## Títulos
No ha ganado ningún título.